# Manfred Schubert (Komponist)
Manfred Schubert (* 27. April 1937 in Berlin; † 10. Juni 2011 ebenda) war ein deutscher Komponist, Dirigent und Musikkritiker.

## Leben
Schubert wurde als Sohn eines Juristen in Berlin-Charlottenburg geboren. In seiner Jugend erhielt er Geigen- und Klavierunterricht; sein Abitur legte er in Berlin-Köpenick ab. Er studierte von 1955 bis 1960 Musikerziehung bei Fritz Reuter, Georg Knepler und Siegfried Bimberg und Slawistik an der Humboldt-Universität zu Berlin. Von 1960 bis 1963 war er Meisterschüler für Komposition bei Rudolf Wagner-Régeny an der Akademie der Künste in Ostberlin. Von 1962 bis 1990 wirkte er regelmäßig als Musikkritiker bei der Berliner Zeitung, danach nur sporadisch. Im Jahr 1978 dirigierte er die Staatskapelle Berlin beim Gastkonzert in Lyon. Von 1984 bis 1985 arbeitete er im Lehrauftrag für Komposition und Instrumentation an der Hochschule für Musik „Hanns Eisler“ Berlin. Seit 1963 lebte er als freiberuflicher Komponist in Berlin.
Sein Nachlass ist im Besitz der Staatsbibliothek zu Berlin – Preußischer Kulturbesitz.

## Werke

### Kompositionen (Auswahl)

#### Orchesterwerke
- 1965: Tanzstudien, für kleines Orchester (15')
- 1966: Orchestermusik 66 (Paean) (7')
- 1966: Suite für Orchester (22')
- 1970: Divertimento für Orchester (14')
- 1971: Konzert für Klarinette und Orchester (22')
- 1972: Hommage à Rudolf Wagner-Régeny, Konzertante Meditationen für Harfe solo, 13 Streichinstrumente, Schlagzeug und Celesta (20')
- 1974: Cantilena e Capriccio, per violino ed orchestra (16')
- 1979–82: I. Sinfonie, für großes Orchester (32')
- 1988: Konzert für zwei Violinen und Orchester (25')
- 1990: Vogelreden III, Capriccio für 6 Flöten (1 Spieler) und Streichorchester (22')
- 1998–05: Ein ökumenisches Te Deum, für vier Solostimmen, Sprecher, achtstimmigen gemischten Chor, Orgel und großes Orchester (75')

#### Kammermusik
- 1961: Musik für sieben Instrumente (12')
- 1963: I. Streichquartett (16')
- 1966: Sonata per flauto solo (15')
- 1967: Moments musicaux, für Bläserquintett (12')
- 1967: Septett (11')
- 1967/68: Nachtstück und Passacaglia, für Oktett (17')
- 1970: II. Streichquartett (14')
- 1975: Evocazione, per undici esecutori (10')
- 1984/85: Vogelreden II, Konzertantes Duo für Flöte und Harfe (12')
- 1987: Elegia con elgeganza, Canto aleatorio V per contrabbasso solo (9')
- 1987: Ramificazioni, Canto aleatorio VI per arpa sola (9')
- 2002: Trazóm Suédama, Trio für Oboe, Violine und Violoncello (18')

#### Klavierwerke
- 1960: Variazioni per pianoforte (11')
- 1961: I. Klaviersonate (10')
- 1963: II. Klaviersonate (11')
- 1967: Serenata semplice (3')
- 1969: Vier Cembalostücke (7')
- 1976: Esde Hafis, Canto aleatorio II per pianoforte solo (7')

#### Vokalmusik
- 1964: Acht Lieder, auf Gedichte von Bertolt Brecht (9')
- 1964: Traumwald, Vier Lieder auf Gedichte von Christian Morgenstern für Bariton und Streichorchester (6')
- 1973: Canzone amorose, Konzert für Bariton und großes Orchester auf Gedichte von Johannes Bobrowski (22')
- 1986: Nachtgesänge, nach Carl Friedrich Zelter nebst zwei Intermezzi für mittlere Stimme und kleines Orchester (Goethe) (20')
- 1992: Miserere, für achtstimmigen gemischten Chor und Orgel (8')
- 1996: Misericordia ejus, Antiphon für 2 gemischte Chöre a cappella (12')
- 1995–97: Missa viadrina, für achtstimmigen gemischten Chor a cappella (50')
- 2006: Zweite Romantik, Sieben Sonette für mittlere Stimme und Klavier (32')

### Gedichtbände
- 1997–2009: Blaues Haus auf rotem Grund; Reisegedichte
- 1998–2006: Muse und Metier; Künstlerprobleme
- 1993–2009: Wetterleuchten; Gedichte zwischen Hoffnung und Zweifel

## Preise
- Kompositionspreis beim Prager Frühling (1966)
- Ernst-Zinna-Preis der Stadt Berlin (1966)
- Preis des Verbandes der Komponisten und Musikwissenschaftler der DDR (1966, 1969)
- Hanns-Eisler-Preis des Rundfunks der DDR (1977)
- Anerkennung der Internationalen Komponisten-Tribüne der UNESCO in Paris (1984)